# Cocodril de Cuba
El cocodril de Cuba (Crocodylus rhombifer) és una espècie de sauròpsid (rèptil) crocodilià de la família Crocodylidae. És una de les espècies més petites del gènere, rares vegades aconsegueix més de 3,5 m, tenint a més l'hàbitat més restringit. Entre els seus parents més propers estan el cocodril del Nil i el cocodril marí, els majors rèptils actuals, que poden aconseguir els 8 m de longitud. Un exemple de l'evolució en condicions d'insularitat, en aquest cas tendent a una reducció de la grandària.